# ジョヴァンニ・モチェニーゴ

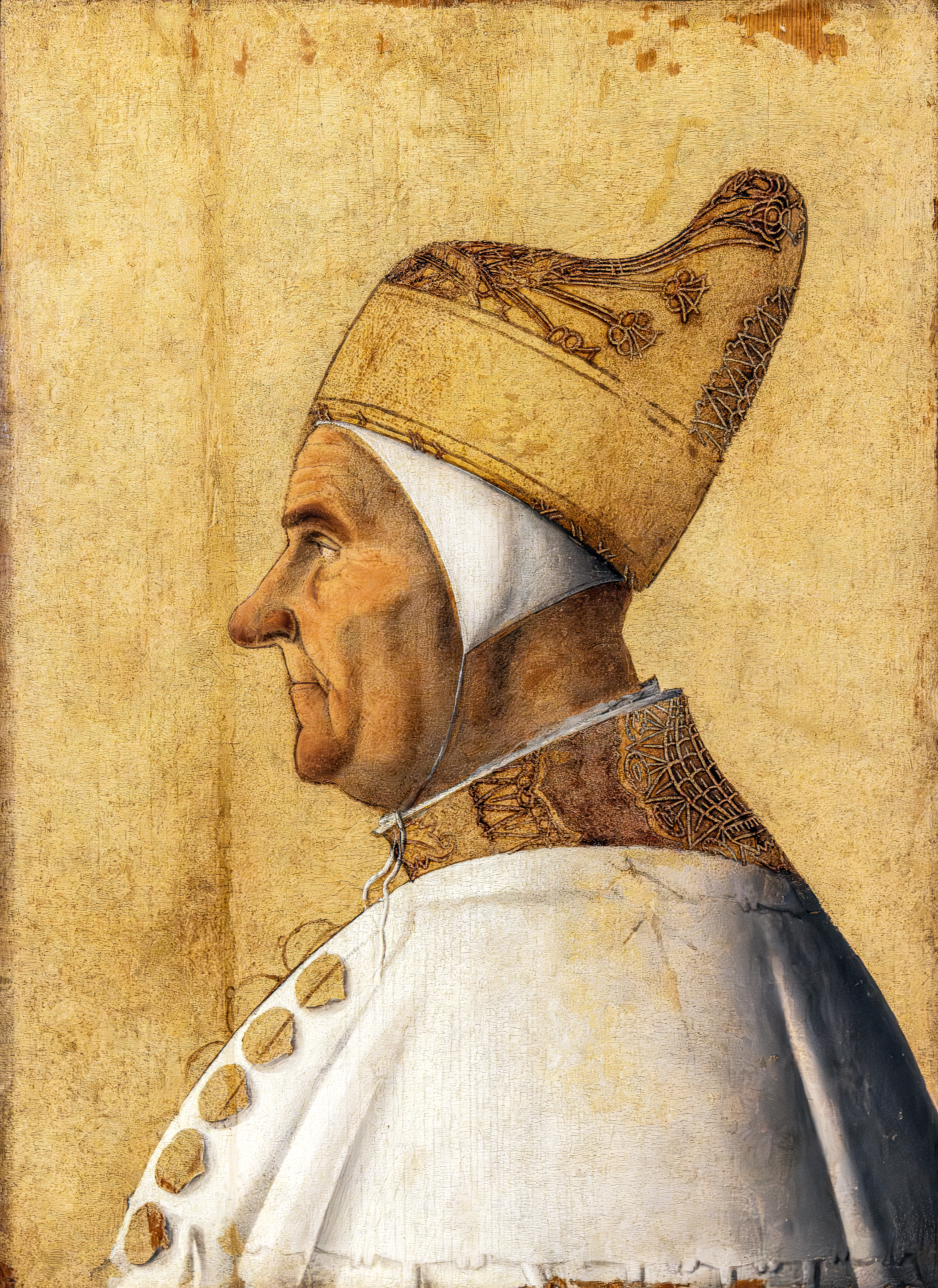
ジョヴァンニ・モチェニーゴ、ベリーニ画

ジョヴァンニ・モチェニーゴ (Giovanni Mocenigo, 1409年 - 1485年) は、ヴェネツィアの元首 (在任:1478年 - 1485年) 。
第70代の元首ピエトロ・モチェニーゴの弟。
彼はオスマン帝国皇帝メフメト2世と戦い、フェッラーラ公エルコレ1世・デステと戦った。後者との戦いに勝利し、ロヴィーゴとポレジーネ（現在のロヴィーゴ県の一部）を獲得した。
| スタブアイコン | サブスタブ | この項目は、まだ閲覧者の調べものの参照としては役立たない、人物に関連した書きかけの項目です。この項目を加筆・訂正などしてくださる協力者を求めています（P:人物伝/PJ:人物伝）。 |